# Sistema alimentario sostenible
Un sistema alimentario sostenible es un tipo de sistema alimentario que proporciona alimentos saludables a las personas y crea sistemas ambientales, económicos y sociales sostenibles que rodean los alimentos.
Los sistemas alimentarios sostenibles comienzan con el desarrollo de prácticas agrícolas sostenibles, el desarrollo de sistemas de distribución de alimentos más sostenibles, la creación de dietas sostenibles y la reducción del desperdicio de alimentos en todo el sistema. Se ha argumentado que los sistemas alimentarios sostenibles son fundamentales para muchos o todos 17 Objetivos de Desarrollo Sostenible.
Pasar a sistemas alimentarios sostenibles es un componente importante para abordar las causas del cambio climático. Una revisión de 2020 realizada para la Unión Europea encontró que hasta el 37% de las emisiones globales de gases de efecto invernadero podrían atribuirse al sistema alimentario, incluida la producción agrícola y ganadera, el transporte, el cambio de uso de la tierra (incluida la deforestación) y la pérdida y el desperdicio de alimentos. Los sistemas alimentarios sostenibles suelen estar en el centro de los programas de políticas centrados en la sostenibilidad, como los programas Green New Deal propuestos.

## Definición
Existen muchas definiciones diferentes de un sistema alimentario sostenible.

Desde una perspectiva global, la Organización de las Naciones Unidas para la Agricultura y la Alimentación describe un sistema alimentario sostenible de la siguiente manera: 
Un sistema alimentario sostenible (SFS) es un sistema alimentario que brinda seguridad alimentaria y nutrición para todos de tal manera que las bases económicas, sociales y ambientales para generar seguridad alimentaria y nutrición para las generaciones futuras no se vean comprometidas. Esto significa que:
- Es rentable en todo momento (sostenibilidad económica);
- Tiene amplios beneficios para la sociedad (sostenibilidad social); y
- Tiene un impacto positivo o neutral en el medio ambiente natural (sostenibilidad ambiental)

La Asociación Estadounidense de Salud Pública (APHA) define un sistema alimentario sostenible como:
...uno que proporcione alimentos saludables para satisfacer las necesidades alimentarias actuales al tiempo que mantiene ecosistemas saludables que también pueden proporcionar alimentos para las generaciones venideras con un impacto negativo mínimo en el medio ambiente. Un sistema alimentario sostenible también fomenta las infraestructuras de producción y distribución locales y hace que los alimentos nutritivos estén disponibles, accesibles y asequibles para todos. Además, es humano y justo, protege a los agricultores y otros trabajadores, consumidores y comunidades.
El Mecanismo de Asesoramiento Científico de la Unión Europea define un sistema alimentario sostenible como un sistema que:
...uno que proporcione alimentos saludables para satisfacer las necesidades alimentarias actuales al tiempo que mantiene ecosistemas saludables que también pueden proporcionar alimentos para las generaciones venideras con un impacto negativo mínimo en el medio ambiente. Un sistema alimentario sostenible también fomenta las infraestructuras de producción y distribución locales y hace que los alimentos nutritivos estén disponibles, accesibles y asequibles para todos. Además, es humano y justo, protege a los agricultores y otros trabajadores, consumidores y comunidades.

## Disciplina académica
El estudio de la alimentación sostenible aplica la teoría de los sistemas y los métodos de diseño sostenible a los sistemas alimentarios. Como campo interdisciplinario, el estudio de los sistemas alimentarios sostenibles ha ido creciendo en las últimas décadas. Los programas universitarios centrados en sistemas alimentarios sostenibles incluyen:
- Universidad de Colorado[8]
- Extensión de Harvard[9]
- Universidad de Delaware[10]
- Mesa Community College[11]
- Universidad de California, Davis
- Universidad de Vermont[12][13]
- Sterling College (Vermont)[14]
- Universidad de Míchigan[15]
- Universidad Estatal de Portland[16][17]
- Instituto de Alimentos Sostenibles de la Universidad de Sheffield[18]
- Iniciativa de sistemas alimentarios sostenibles de la Universidad de Georgia[19]

## Política pública

### Unión Europea
En septiembre de 2019, los asesores científicos principales de la Unión Europea declararon que la transición a un sistema alimentario sostenible debería ser una alta prioridad para la UE:
En enero de 2020, la UE puso la transición a un sistema alimentario sostenible en el centro del Pacto Verde Europeo. Se espera que la 'Estrategia de la granja a la mesa para un sistema alimentario sostenible' de la Comisión Europea, que se publicará en la primavera de 2020, exponga cómo los países europeos reducirán las emisiones de gases de efecto invernadero, protegerán la biodiversidad, reducirán el desperdicio de alimentos y el uso de pesticidas químicos, y contribuir a una economía circular. En abril, el Mecanismo de Asesoramiento Científico de la UE entregó a los Comisarios europeos un dictamen científico sobre cómo hacer la transición a un sistema alimentario sostenible, mediante un informe de revisión de pruebas realizado por academias europeas.

## Problemas con los sistemas alimentarios convencionales
La agricultura industrial causa impactos ambientales, así como problemas de salud asociados con la obesidad en el mundo rico y el hambre en el mundo pobre. Esto ha generado un fuerte movimiento hacia una alimentación saludable y sostenible como un componente importante del consumismo ético general.
Los sistemas alimentarios convencionales se basan en gran medida en la disponibilidad de combustibles fósiles económicos, necesarios para la agricultura mecanizada, la fabricación o recolección de fertilizantes químicos, el procesamiento de productos alimenticios y el envasado de alimentos. El procesamiento de alimentos comenzó cuando el número de consumidores comenzó a crecer rápidamente. La demanda de calorías baratas y eficientes aumentó, lo que provocó una disminución de la nutrición. La agricultura industrializada, debido a su dependencia de las economías de escala para reducir los costos de producción, a menudo conduce al compromiso de los ecosistemas locales, regionales o incluso globales a través de la escorrentía de fertilizantes, contaminación de fuentes difusas, deforestación, mecanismos subóptimos que afectan la elección de productos de consumo, y emisiones de gases de efecto invernadero.
Según el lugar en el que pueda vivir una persona, se determinará la cantidad y el tipo de recursos alimentarios a los que puede acceder. Por tanto, no todo el mundo recibe la misma calidad de comida. Además, los canales convencionales no distribuyen alimentos por asistencia de emergencia o caridad. Los residentes de las comunidades urbanas no tienen que preocuparse por su sistema alimentario, ya que siempre les funciona. Los residentes urbanos reciben una producción de alimentos más sostenible de fuentes más saludables y seguras que las comunidades de bajos ingresos. No obstante, los canales convencionales son más sostenibles que los recursos alimentarios benéficos o de beneficencia. Aunque el sistema alimentario convencional proporciona un acceso más fácil y precios más bajos, su comida puede no ser la mejor para nuestro medio ambiente ni para la salud.
Asimismo, la necesidad de reducir los costos de producción en un mercado cada vez más globalizado puede hacer que la producción de alimentos se traslade a zonas donde los costos económicos (mano de obra, impuestos, etc.) sean menores o las regulaciones ambientales sean más laxas, que suelen estar más alejadas de los mercados de consumo. Por ejemplo, la mayoría del salmón que se vende en los Estados Unidos se cría frente a las costas de Chile, debido en gran parte a los estándares chilenos menos estrictos con respecto a la alimentación de los peces e independientemente del hecho de que el salmón no es autóctono de las aguas costeras chilenas. La globalización de la producción de alimentos puede resultar en la pérdida de los sistemas alimentarios tradicionales en los países menos desarrollados y tener impactos negativos en la salud de la población, los ecosistemas y las culturas de esos países.
Además, el sistema alimentario convencional no facilita estructuralmente patrones sostenibles de producción y consumo de alimentos. En la toma de decisiones asociada con el sistema alimentario convencional, en la práctica se piensa en gran medida que la responsabilidad recae en los consumidores y las empresas privadas, ya que a menudo se prevé que dediquen tiempo, de forma voluntaria y/o sin beneficio externo, a buscar informarse sobre qué comportamientos y las opciones de productos específicos son sostenibles, en los casos en que dicha información y educación sobre productos está disponible públicamente, y posteriormente cambian sus respectivas tomas de decisiones relacionadas con la producción y el consumo debido a los valores éticos asumidos priorizados y, a veces, a los beneficios para la salud, a pesar de los inconvenientes sustanciales a que tal sea común. Para el consumidor, tal inconveniente puede incluir precios más altos de los alimentos orgánicos, brechas de precios monetarios relativos inapropiados entre las dietas intensivas en animales y las basadas en plantas y una orientación inadecuada al consumidor según las valoraciones contemporáneas. En 2020, un análisis de los costos climáticos externos de los alimentos indica que los costos externos de los gases de efecto invernadero suelen ser más altos para los productos de origen animal (convencionales y orgánicos en aproximadamente la misma medida dentro de ese subdominio del ecosistema), seguidos de los productos lácteos convencionales y más bajos para dietas orgánicas basados en plantas y concluye que las evaluaciones monetarias contemporáneas son "inadecuadas" y que la formulación de políticas que conduzcan a reducciones de estos costos sea posible, apropiada y urgente.

## Abastecimiento de alimentos sostenibles
A nivel mundial, el impacto ambiental de la agroindustria se está abordando a través de la agricultura sostenible y la agricultura orgánica. A nivel local, hay varios movimientos que trabajan hacia la producción local de alimentos, el uso más productivo de los terrenos baldíos urbanos y los huertos domésticos, incluida la permacultura, la horticultura urbana, la comida local, la comida lenta, la jardinería sostenible y la jardinería orgánica.  
Los productos del mar sostenibles son productos del mar de fuentes de pesca o de cultivo que pueden mantener o aumentar la producción en el futuro sin poner en peligro los ecosistemas de los que se adquirieron. El movimiento de productos pesqueros sostenibles ha ganado impulso a medida que más personas se dan cuenta de la sobrepesca y los métodos de pesca destructivos para el medio ambiente.

### Sistemas alimentarios locales
Los sistemas alimentarios locales y regionales, comúnmente confundidos con el marketing directo, pero ambos son términos distintos, se presentan en múltiples tipos y definiciones. Las demandas de alimentos locales de los consumidores dentro de estos sistemas incluyen prácticas orgánicas, mayor valor nutricional, mejor calidad y productos más frescos. A veces se vende a precios más bajos, el suministro de alimentos locales de los agricultores también puede tener costos más altos debido a las prácticas de producción ambientalmente sostenibles y, a través del marketing directo, los agricultores pueden incluso recibir beneficios para las empresas, como los deseos de los consumidores, a través de comentarios rápidos sobre los productos. Los sistemas alimentarios locales y regionales también enfrentan desafíos tales como instituciones o programas inadecuados, limitaciones geográficas y fluctuaciones estacionales que pueden afectar la demanda de productos dentro de las regiones. Además, el marketing directo también enfrenta desafíos de accesibilidad, coordinación y conciencia. Los mercados de agricultores, que han aumentado en las últimas dos décadas, están diseñados para ayudar a los agricultores locales a vender sus productos frescos a los consumidores que desean comprar. Los centros de alimentos también son lugares similares donde los agricultores entregan productos y los consumidores vienen a recogerlos. Los consumidores que deseen recibir productos agrícolas semanales pueden comprar acciones a través de un sistema llamado Agricultura Sostenida por la Comunidad (CSA, del inglés Community-Supported Agriculture). Sin embargo, estos mercados de agricultores también enfrentan desafíos con las necesidades de marketing, como la puesta en marcha, la publicidad, los pagos, el procesamiento y las regulaciones.
Los debates sobre la eficiencia y la sostenibilidad del sistema alimentario local han aumentado a medida que estos sistemas reducen el transporte, que es una estrategia para combatir las huellas ambientales y el cambio climático. Un argumento popular es la huella menos impactante de los productos alimenticios de los mercados locales en las comunidades y el medio ambiente. Los principales factores detrás del cambio climático incluyen las prácticas de uso de la tierra y las emisiones de gases de efecto invernadero, ya que los sistemas alimentarios mundiales producen aproximadamente el 33% de estas emisiones. En comparación con el transporte en un sistema alimentario local, un sistema convencional consume más combustible para producir energía y emite más contaminación, como dióxido de carbono. Este transporte también incluye millas para productos agrícolas para ayudar con la agricultura y depende de factores como el tamaño del transporte, los modos y los tipos de combustible. Algunas importaciones de aviones han demostrado ser más eficientes que los sistemas alimentarios locales en algunos casos. En general, los sistemas alimentarios locales apoyan mejores prácticas ambientales.

## Distribución de alimentos
En la distribución de alimentos, aumentar el suministro de alimentos es un problema de producción, ya que lleva tiempo para que los productos se comercialicen y, mientras esperan ser distribuidos, los alimentos se desperdician. A pesar de que en toda la producción de alimentos se estima que se desperdicia entre el 20 y el 30% de los alimentos, se han realizado esfuerzos para combatir este problema, como las campañas para promover la limitación del desperdicio de alimentos. Sin embargo, debido a instalaciones y prácticas insuficientes, así como a grandes cantidades de alimentos no comercializados o cosechados debido a los precios o la calidad, los alimentos se desperdician en cada fase de su distribución. Otro factor de la falta de sostenibilidad en la distribución de alimentos incluye el transporte en combinación con métodos inadecuados para la manipulación de alimentos durante todo el proceso de envasado. Además, las condiciones deficientes o prolongadas para los alimentos almacenados y los desechos del consumidor se suman a esta lista de factores de ineficiencia que se encuentran en la distribución de alimentos.
Algunas tendencias modernas en la distribución de alimentos también crean límites en los que se crean problemas y se deben encontrar soluciones. Un factor incluye el crecimiento de unidades de producción y venta a gran escala a granel a las cadenas de tiendas, lo que muestra el poder de comercialización de las organizaciones de mercado a gran escala, así como su fusión con las manufacturas. En respuesta a la producción, otro factor incluye unidades de distribución y compra a gran escala entre los fabricantes en el desarrollo de la distribución de alimentos que también afecta a productores, distribuidores y consumidores. Otro factor principal es la protección del interés público, lo que significa una mejor adaptación del producto y el servicio, lo que se traduce en un rápido desarrollo de la distribución de alimentos. Otro factor gira en torno al mantenimiento de los precios, lo que crea presión para obtener precios más bajos, lo que resulta en un mayor impulso para reducir los costos en todo el proceso de distribución de alimentos. Un factor adicional comprende nuevos cambios y formas de procesos técnicos recién inventados, como los desarrollos de congelación de alimentos descubiertos a través de experimentos para ayudar con la eficiencia de la distribución. A esto se suma el nuevo desarrollo técnico en la distribución de maquinaria para atender la influencia de las demandas de los consumidores y los factores económicos. Por último, otro factor incluye la relación del gobierno con las empresas, quienes presentan una demanda en su contra en correlación con las leyes antimonopolio debido a las organizaciones empresariales a gran escala y el temor de que el monopolio contribuya a cambiar la actitud pública.

## Seguridad alimentaria, nutrición y dieta
Los efectos ambientales de diferentes patrones dietéticos dependen de muchos factores, incluida la proporción de alimentos animales y vegetales consumidos y el método de producción de alimentos. Al mismo tiempo, los sistemas alimentarios actuales y futuros deben recibir una nutrición suficiente no solo para la población actual, sino también para el crecimiento demográfico futuro a la luz de un mundo afectado por el cambio climático frente al calentamiento global.

## Problemas dentro de los sistemas alimentarios
En la industria alimentaria, especialmente en la agricultura, ha habido un aumento de problemas hacia la producción de algunos productos alimenticios. Por ejemplo, el cultivo de frutas y verduras se ha vuelto más caro. Es difícil cultivar algunos cultivos agrícolas porque algunos tienen una condición climática preferible para desarrollarse. También ha habido una tendencia a la escasez de alimentos a medida que la producción ha disminuido. Sin embargo, el mundo todavía produce suficientes alimentos para la población, pero no todos reciben alimentos de buena calidad porque no son accesibles para ellos, ya que depende de su ubicación y/o ingresos. Además, la cantidad de personas con sobrepeso ha aumentado y hay alrededor de 2 mil millones de personas desnutridas en todo el mundo. Esto muestra cómo el sistema alimentario mundial carece de cantidad y calidad de acuerdo con los patrones de consumo de alimentos.

## Desechos alimentarios
Según la Organización de las Naciones Unidas para la Agricultura y la Alimentación (FAO), el desperdicio de alimentos es responsable del 8 por ciento de las emisiones globales de gases de efecto invernadero provocadas por el hombre. La FAO concluye que casi el 30 por ciento de toda la tierra agrícola disponible en el mundo (1.400 millones de hectáreas) se utiliza para alimentos producidos pero no consumidos. La huella hídrica azul global del desperdicio de alimentos es 250 km3, que es la cantidad de agua que fluye anualmente a través del Volga o 3 veces el lago Lemán.
Hay varios factores que explican cómo el desperdicio de alimentos ha aumentado a nivel mundial en los sistemas alimentarios. El factor principal es la población porque a medida que la población aumenta, se produce una mayor producción de alimentos, pero la mayoría de los alimentos se desperdician. Además, no todos los países tienen los mismos recursos para proporcionar alimentos de la mejor calidad. Por lo tanto, en todo el mundo existen diferentes formas de procesar los alimentos. Con diferentes prioridades, se están tomando diferentes decisiones para satisfacer sus necesidades más importantes. El dinero es otro factor importante que determina cuánto tiempo llevará el proceso, quién está trabajando y se trata de manera diferente a los sistemas alimentarios de los países de bajos ingresos. Sin embargo, los sistemas alimentarios de los países de ingresos altos aún pueden abordar otros problemas; como la seguridad alimentaria. Esto demuestra cómo todos los sistemas alimentarios tienen sus debilidades y fortalezas. El cambio climático está haciendo que el desperdicio de alimentos aumente porque la temperatura cálida hace que los cultivos se sequen más rápido y tengan un mayor riesgo de incendios. El desperdicio de alimentos puede ocurrir en cualquier momento de la producción. Según la Organización Mundial de la Vida Silvestre, dado que la mayoría de los alimentos producidos van a los vertederos cuando se pudren, provoca la producción de metano. La eliminación de los alimentos tiene un gran impacto en nuestro medio ambiente y salud.

## Otras lecturas
- Feenstra, Gail (2002). «Creating Space for Sustainable Food Systems: Lessons from the Field». Agriculture and Human Values 19 (2): 99-106. doi:10.1023/a:1016095421310.
- Kloppenburg, Jack Jr.; Lezberg, Sharon; De Master, Kathryn; Stevenson, George W.; Hendrickson, John (Summer 2000). «Tasting Food, Tasting Sustainability: Defining the Attributes of an Alternative Food System with Competent, Ordinary People». Human Organization 59 (2): 177-186. doi:10.17730/humo.59.2.8681677127123543.
- Pimbert, Michel, Rachel Shindelar y Hanna Schösler (eds. ), “ Piense globalmente, coma localmente: Explorando las formas de comer ”, RCC Perspectives 2015, no. 1. doi.org/10.5282/rcc/6920.
- Wahlqvist, Mark L. (2008). «New nutrition science in practice». Asia Pac J Clin Nutr 17 (Suppl 1): 5-11. PMID 18296290.
- Wahlqvist, Mark L. & Lee, Meei-Shyuan (2007). «Regional food culture and development». Asia Pac J Clin Nutr 16 (Suppl 1): 2-7. PMID 17392068.
- Wilkins, Jennifer (1995). «Seasonal and local diets: consumers' role in achieving a sustainable food system». Research in Rural Sociology and Development 6: 149-166. Registro AGRIS Archivado el 14 de octubre de 2008 en Wayback Machine. .

- Datos: Q76737185
- Multimedia: Sustainable food system / Q76737185